# Expansión utoazteca

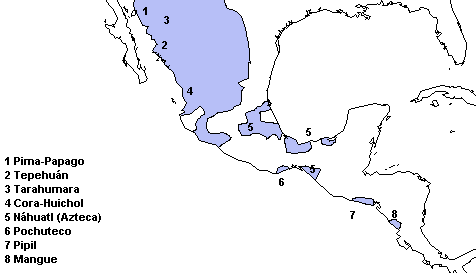
Expansión de las lenguas yuto-aztecas hacia el sur.

La expansión utoazteca designa el proceso histórico-cultural y demográfico de difusión y migración de pueblos y culturas que hablaban lenguas yuto-aztecas, desde el área de Oasisamérica hacia Mesoamérica (Sur de México y parte de Centroamérica) a través de Aridoamérica (Norte de México).
Este artículo resume la prehistoria reconstruida de los pueblos yutoaztecas durante el período en que todavía se estaban diferenciando unos de otros, entre el III milenio a. C. y el II milenio a. C., y el siglo XIII, período para el cual existen materiales escritos.